# Karl Johan Baadsvik
Karl Johan Baadsvik (* 22. August 1910 in Fillan, Hitra, Sør-Trøndelag, Norwegen; † 5. Oktober 1995 in Washington, Vereinigte Staaten) war ein kanadischer Skisportler.
Baadsvik, der nach seiner Geburt in Norwegen mit seiner Familie nach Amerika auswanderte und dort beim Viking Ski Club in Montreal trainierte, startete bei den Olympischen Winterspielen 1936 in Garmisch-Partenkirchen für Kanada in den Disziplinen Skispringen, Skilanglauf, Nordische Kombination und Ski Alpin. Im Skispringen erreichte er mit Sprüngen auf 63,5 und 59 Meter am Ende den 35. Platz. Im Skilanglauf erreichte er im Einzelrennen über 18 Kilometer den 64. Rang. In der Nordischen Kombination lag er nach dem Skispringen auf dem 14. Platz, konnte aber nach einem enttäuschenden 47. Platz im Langlauf am Ende nur Platz 41 belegen. In der alpinen Kombination konnte er sich gar nicht im Endklassement platzieren. Zwar hatte er in der Abfahrt Platz 26 erreicht und lag im Slalom nach dem ersten Lauf auf dem 37. Platz, schied jedoch im zweiten Lauf aus.